# Radical Dreamers: Nusumenai Hoseki
Radical Dreamers: Nusumenai Hōseki (яп. ラジカル・ドリーマーズ -盗めない宝石-, Радикальные мечтатели — Драгоценный камень, который невозможно украсть) — компьютерная игра в жанре визуального романа, разработанная японской компанией Square Enix (бывшая Square Co.) и изданная St.GIGA 31 декабря 1996 года для Satellaview, дополнения к игровой приставке Super Famicom от Nintendo. Главным героем игры является молодой путешественник Серж (англ. Serge). Его сопровождает девушка-вор Кид (англ. Kid) и таинственный маг в маске Гил (англ. Gil).
Игра относится к серии игр Chrono и является дополнением к известной компьютерной ролевой игре Chrono Trigger 1995 года выхода. Radical Dreamers была выпущена, чтобы развить некоторые сюжетные линии игры-предшественницы, и впоследствии стала основой для следующей игры серии — Chrono Cross. Геймплей основан на повествовании главного героя, в игре минимум графики и музыки; саундтрек написал композитор Ясунори Мицуда, ранее работавший над Chrono Trigger.
Планировалось, что Radical Dreamers и другие новинки для Satellaview будут продаваться в крупнейшем торговом районе Токио — Акихабара. Работники Square решили добавить игру в портированную на приставку Sony PlayStation версию Chrono Trigger в качестве пасхального яйца, чтобы фанаты серии за рубежом также смогли поиграть в Radical Dreamers, но сценарист и директор Масато Като отложил оба выпуска, недовольный качеством своей работы. Хотя игра не была официально издана за рубежом (в частности, потому, что Satellaview продавалась только в Японии), ROM-хакеры завершили работу над любительским переводом на английский язык в 2003 году.

## Игровой процесс
Игровой процесс основан на текстовом сценарии, который читает игрок. Повествование ведётся от лица главного героя игры — Сержа. Игроку предлагается несколько вариантов действий, которые определяют дальнейший ход игры. В зависимости от выбора, игрок может, например, попасть в новую локацию, найти нового персонажа или выбрать действие снова, если предыдущий выбор оказался неудачным.
Битвы в игре начинаются случайным образом; во время сражения игрок обычно может выбрать одно из простых действий: «Удар», «Магия», «Побег», а также, в зависимости от ситуации, более сложное, например, «Нанести быстрый удар по его руке!». Некоторые решения игрок должен принять за определённое время — замешательство в битве может привести к серьёзному ранению или смерти героя.
Здоровье Сержа определяется некоторым значением, которое не показано на экране, оно восстанавливается после определённых событий (например, нахождение эликсира жизни или еды). На начало игры у Сержа 120 очков жизни, он может реагировать на снижение их количества. Например, если его здоровье колеблется в пределах от 71 до 100, то он скажет: «Да, вроде, всё нормально. У меня несколько синяков, но это ерунда. Как ты?». Максимальное здоровье Сержа — 255 единиц.
Отношение Кид — спутницы Сержа — к главному герою также меняется по мере прохождения игры. Оно определяется «очками любви» (англ. Love Points), изначальное количество которых составляет 38 из 255. От количества этих очков зависит то, как закончится игра. На отношение между Кид и Сержем могут влиять проведённые битвы и события, определённые сценарием: так, если Серж сразу же бросится защищать девушку в начале игры, то он получит несколько дополнительных очков. Кид будет по-разному выражать свои эмоции в битве, в зависимости от количества от отношения к своему спутнику. Так, если она расположена к Сержу (101—255 единиц), то скажет, глядя ему в глаза: «Неплохо, Серж… Совсем неплохо».
В Radical Dreamers присутствует минимум графики — большинство задних планов представляют собой расплывчатые, статичные изображения. Игра характерна атмосферной музыкой и звуковыми эффектами. Как и другие игры серии Chrono, Radical Dreamers предусматривает повторное прохождение игры — режим Новая игра+. При первом прохождении доступен лишь один сценарий, но после его завершения игроки могут ознакомиться с шестью остальными. Эти дополнительные сценарии зачастую включают в себя комичные моменты или отсылки к Chrono Trigger.

## Персонажи и сюжет игры
Сюжет Radical Dreamers разворачивается в вымышленном мире; в игре присутствуют три главных героя — Серж (англ. Serge), Кид (англ. Kid) и Гил (англ. Gil) — отважные путешественники, которые решили найти и выкрасть Замёрзшее пламя — легендарное сокровище. Серж, молодой странствующий музыкант, от лица которого ведётся повествование, несколько лет назад случайно встретил девушку-вора Кид в далёком городе Региорра. Серж наслаждается своими странствиями, не слишком заботясь о завтрашнем дне. Кид, которой всего шестнадцать лет, является профессиональной воровкой и известна тем, что любит хвастаться. Обладая довольно необычным прошлым, она упорно позиционирует себя на роль Робина Гуда. Гил — привлекательный, но неразговорчивый, загадочный мужчина с длинными синими волосами в маске, очень искушённый в магии; он и Кид путешествовали вместе ещё задолго до того, как встретили Сержа. Вместе друзья ищут мистический артефакт Замёрзшее пламя, который, по легенде, может исполнить любое желание. Замёрзшее пламя спрятано в вымышленном особняке Вайпера, где живёт зловещий и могучий дворянин Линкс (англ. Lynx), который силой захватил особняк.
Следуя за Кид, друзья проникают в особняк ночью, в полнолуние. Пробираясь по коридорам, они сражаются с гоблинами и другими мифическими существами, узнают историю особняка и его захватчиков. Гил впоследствии объясняет, что Замёрзшее пламя — часть внеземного существа, известного под именем Лавос, отколовшаяся, когда он, по сюжету, упал на поверхность планеты в доисторическую эпоху, и закопался в самом ядре. Охотники за сокровищем находят Линкса и Замёрзшее пламя глубоко под землёй, среди руин разрушенного королевства Зеал — древней цивилизации, уничтоженной после того, как в поисках бессмертия они пробудили Лавоса. Серж узнаёт, что Кид — сирота, она жаждет отомстить Линксу за убийство Лукки, женщины, которая удочерила её. Кид пыталась найти Линкса ещё в детстве, после смерти Лукки, но её случайно встретил Гил и остановил, так как девушка шла на верную смерть; с тех пор они путешествовали вместе.
Друзья вступают в битву с Линксом, но ему удаётся обездвижить Гила мощным заклинанием. Выясняется, что он планирует захватить Яйцо времени (англ. Time Egg) или Смещение времени (англ. Chrono Trigger) — особый подарок от Лукки для Кид. Линкс уверен, что с помощью Замёрзшего Пламени и Яйца Времени он сможет получить контроль над течением времени. Кид пытается нанести ему неожиданный удар, прыгнув вперёд, но Линкс отражает атаку и ранит девушку. Кид в отчаянии достаёт Яйцо из кармана и разбивает его; это приводит к временному искажению и Серж становится свидетелем различных вымышленных моментов в истории. Вследствие временного искажения Кид узнаёт, что является наследницей Шалы, принцессы Зеала, — кроткой девушки, которую принудили пробудить Лавоса с помощью своей магической силы. Зеал был уничтожен, и Шалу переполняло чувство вины и боли из-за её роли в этой катастрофе. Замёрзшее пламя, когда Шала была рядом с Дворцом Океана, почувствовало страдания принцессы и отправило Шалу в другую эру, превратив в ребёнка, где её нашла Лукка. Также выясняется, что Гил — своенравный брат Шалы, который искал её после битвы с Лавосом в Chrono Trigger. После того, как временное искажение прекращается, армия Порров — военной державы с континента — начинает штурм особняка, надеясь захватить Замёрзшее пламя. Серж, Кид и Гил убегают, и Линкс решает ретироваться. Кид говорит Сержу, что теперь она знает о своём истинном происхождении, и это для неё то самое сокровище, которое невозможно украсть. Девушка прощается с Сержем и исчезает вместе с Гилом во тьме.

### Альтернативные концовки
После того, как игрок завершит основной сценарий, станут доступны другие варианты развития событий. Альтернативные сценарии могут быть как юмористическими, так и вполне серьёзными вариациями основного сюжета.
- Гил: Между любовью и приключением — выясняется, что Гил — лучший друг Райддел (англ. Riddel), дочери генерала Вайпера, бывшего хозяина особняка; после его смерти она оказалась пленницей Линкса, который назвал её своей приёмной дочерью. Гил пытался добиться её любви всю жизнь; его настоящее имя — Гилберт. Когда он и другие члены команды проникают в особняк, он встречает там Райддел и говорит о своих чувствах. Между тем, стражники замечают Кид и Сержа, которые крадут Замёрзшее пламя; Гил хватает Райддел и убегает вместе с друзьями, а на фоне восходящего солнца Линкс, гордый за свою дочь, махает им вслед со слезами на глазах. «Это наше с тобой Замёрзшее пламя», — говорит Гил Райддел[28][27].
- Кид и Подсолнечник — друзья, странствуя по лесу, находят разумный подсолнечник, который набрасывается на них. Кид вступает в битву с ним. Гил вспоминает, что такое существо называется Монстр Мандоры и что крайне опасно вступать с ним в битву. Он поглощает Кид и Гил объясняет Сержу, что он должен поцеловать Кид, чтобы вернуть ей прежний облик, или же использовать ритуальный кинжал, рискуя превратиться в монстра вместо неё; в противном случае девушка погибнет. Возможно три варианта развития событий: Серж целует Кид и это спасает ей жизнь; Серж ударяет девушку ножом и её душа отделяется от тела; Кид уклоняется от удара ножа и сама атакует Сержа, заточив его душу в ритуальном ноже[27][29].
- Супер-Экстремальная Альфакосмическая полиция Икс-Ультра — выясняет, что Гил — космический полицейский. Он разыскивает Линкса, который на самом деле является зелёным марсианином со щупальцами. Друзья проникают в особняк в поисках Линкса; звуки рок-гитары Гила выгоняют его из убежища, и Серж атакует инопланетянина вместе с Тайными вооружёнными заячьими силами Марсианского леса[27][30].
- Возвращение домой: свет Шэа — друзья проникают в особняк и похищают Замёрзшее пламя; Кид вызывает Линкса на бой, но его нигде нет. В конце концов, путешественники находят его в своих покоях — он мёртв. Серж и команда решают покинуть особняк, но перед ними появляется призрак женщины — Кид называет её Шэа. Девушка рассказывает Сержу, что одна из служительниц храма Четырёх духов — Шэа — взяла её на воспитание; однажды Линкс попросил её явится в особняк, и с тех пор Кид не видела свою наставницу. Она решила отомстить, но её вовремя встретил Гил и удержал от опрометчивого шага. Друзья отправляются в церковь рядом с особняком, где видят странную магическую печать. Она начинает светиться, и появляется образ Линкса, который умоляет Кид вернуть Замёрзшее пламя, уверяя её, что он был убит ассасином, но сумел перенести свою душу в артефакт. Вдруг появляется Шэа и объясняет, что печать была создана, чтобы заточить душу Линкса; он может вырваться из плена, но чтобы остаться в этом мире, ему нужно принести в жертву кровного родственника. Выясняется, что Шэа — его незаконнорождённая дочь; она убеждает Гила уничтожить Замёрзшее пламя и душу Линкса вместе с ним. Гил произносит заклинание, и Серж падает без сознания. Он приходит в себя только на следующий день и понимает, что особняк освобождён и Замёрзшее пламя уничтожено[31].
- Загадочное Гигаоружие: Парадайз Икс — Серж и команда находят таинственный кристалл, в котором заточено существо Гэнж (англ. Gange). Он проверяет силу Сержа, вызвав его на гладиаторский бой в иллюзорном мире, созданном силой своего воображения. Затем друзья находят Линкса; с помощью меха (огромного человекообразного робота) Парадайз-Икс Серж и Гэнж сражаются с роботом Линкса за Замёрзшее пламя. Они с трудом побеждают, и Гэнж переносит свой разум в Замёрзшее пламя[27][32].
- Царство теней и Богиня смерти — путешественники находят в особняке Книгу мёртвых, и Кид в шутку пишет в ней послание для Линкса. Так она случайно призывает Лилит, Богиню смерти, предстающую в образе леди Райддел. Богиня говорит, что убила Линкса, и что его душа заточена в Замёрзшем пламени. Она предлагает Кид подписать договор и продать свою душу. Тут появляется Гил и Лилит понимает, что он — охотник за слугами тьмы. Она неожиданно ранит Кид, и её душа медленно вылетает из груди. Гил сражается с Лилит, пытаясь отправить её назад в Царство тьмы, но и сам проваливается туда следом за ней. Дух Кид, между тем, оказывается заточён в Замёрзшем пламени. Серж рыдает над телом Кид; вдруг его слеза попадает на кристалл и освобождает дух девушки. Она оживает, и вспоминает всё, что случилось. Сержу и Кид удаётся покинуть особняк, а судьба Гила остаётся неизвестной[27][33].

## Музыка
Музыку для Radical Dreamers написал композитор Ясунори Мицуда, который также создал саундтреки для Chrono Trigger и Chrono Cross. Некоторые части саундтрека содержат природные звуки, например, журчание воды или свист ветра. Игроки могут послушать любой из треков в конце игры, получив доступ к секретному меню в дополнительном сценарии Гил: Между любовью и приключением. В своём любительском переводе команда переводчиков Demiforce также перевела названия звуковых дорожек.
Вся музыка написана Ясунори Мицудой.
| №   | Название | Длительность |
| --- | --- | ------------ |
| 1.  | «Летний день (яп. オープニング ～遥かな夏の日～, англ. Summer Day)»                                                   | 2:35         |
| 2.  | «Под луной (яп. ヤマネコの森 ～夜の始まり～, англ. Under the Moonlight)»                                              | 1:59         |
| 3.  | «Странное предчувствие (яп. 奇妙な予感, англ. Strange Presentiment)»                                                  | 0:33         |
| 4.  | «Шныряя по округе (яп. ヤマネコ邸 ～侵入～, англ. Sneaking Around)»                                                   | 6:14         |
| 5.  | «Шторм (яп. 戦闘 букв. «Битва», англ. Gale)»                                                                          | 1:42         |
| 6.  | «Особняк Вайпера (яп. 探索, англ. Snakebone Mansion)»                                                                 | 2:45         |
| 7.  | «Девочка, укравшая звёзды (яп. 戻らない日々, англ. The Girl who Stole the Stars)»                                     | 3:17         |
| 8.  | «Давнее обещание ~ Берег мечты (яп. 遠い約束, англ. Far Promise ~ Dream Shore)»                                       | 1:13         |
| 9.  | «Реквием ~ Берег мечты (яп. 時の闇に消えし歌, англ. Requiem ~ Dream Shore)»                                           | 0:53         |
| 10. | «Замёрзшее пламя (яп. 凍てついた炎, англ. Frozen Flame)»                                                              | 2:40         |
| 11. | «Портал к свободным землям (яп. 地の扉がひらく, англ. Portal to Open Grounds)»                                        | 1:45         |
| 12. | «Облик (яп. 対峙, англ. Facing)»                                                                                      | 2:52         |
| 13. | «Последняя битва (яп. ラストバトル, англ. Final Confrontation)»                                                       | 2:04         |
| 14. | «Эпилог ~ Берег мечты (яп. エピローグ, англ. Epilogue ~ Dream Shore)»                                                 | 1:42         |
| 15. | «Концовка ~ Le Trésor Interdit (яп. エンディングテーマ ～盗めない宝石～, англ. Interdit Ending ~ Le Trésor Interdit)» | 3:04         |

Некоторые музыкальные темы и мотивы были использованы в написании саундтрека к Chrono Cross по предложению Масато Като; многие из них были взяты практически без изменений, за исключением игры на других инструментах. В Chrono Cross присутствует такие звуковые дорожки, как Gale, Frozen Flame, Viper Manor, Far Promise ~ Dream Shore (как часть композиций On the Beach of Dreams ~ Another World, The Dream that Time Dreams), The Girl who Stole the Stars и Epilogue ~ Dream Shore (как часть Jellyfish Sea). Мицуда также назвал заключительную песню игры Radical Dreamers -Le Trésor Interdit-.

## Разработка игры
Масато Като начал писать сценарий для Radical Dreamers сразу после выпуска Chrono Trigger, чувствуя, что некоторые сюжетные линии игры остались незавершёнными. Он составил основной сценарий, а также набросал идеи для альтернативных сюжетов, оставив работу над ними своим подчинённым. Он позволил Макото Симамото написать концовку Кид и Подсолнечник, после чего шутил, что «ему удалось избежать участия в создании этого эпизода». Като отметил, что его «дикие чувства» после крайне напряжённой разработки Chrono Trigger вылились в «неожиданном нигилистическом мировоззрении» Кид. Он рассказал о своём отношении к проекту в 1999 году:

…из-за того, что Radical Dreamers была сделана в виде визуального романа, её сюжет получился серьёзным и эмоциональным. Игра сама по себе оказалась из разряда «жизнь-или-смерть», как другие приключенческие игры на выживание. Я думаю, что где-то в глубине моей души было желание «создать игру-ужастик». Но вскоре после этого вышла игра Biohazard, и я смог отделаться от этой навязчивой идеи (смеётся).

…дополнительные юмористические сюжеты получились даже сверхкомическими, поэтому, мне кажется, что они уравновешивают всё остальное. Но могу сказать, что так как игра не планировалась для продаж по всему миру, и мы, по сути, не получали никакой выручки, у меня сложилось впечатление, что я делал игру чисто из собственного интереса.— Масато Като
Команда Като завершила работу над Radical Dreamers через три месяца, так был установлен очень жёсткий график; это даже заставило Масато Като назвать игру «недоделанной» в одном из своих интервью для Ultimania. Он сожалел о том, что график сильно повлиял на качество его работы, и также объяснил, что связь с Chrono Trigger обнаружилась уже к завершению проекта:

Когда я только начал работать над Radical Dreamers, я бы никогда не подумал, что у неё будет такая концовка. У нас было всего три месяца на разработку, и я только писал сценарий. Когда я, в конце концов, обнаружил связь между Кид и Магилом к концу работы над проектом, то сам был поражён, подумав «Так вот, кто они такие?!» (смеётся). Кроме того, были проблемы со СМИ, поэтому связь между Radical Dreamers и Chrono Trigger была намеренно сделана нечёткой, чтобы её заметили только те, кто знает, в чём дело.— Масато Като
Официальный выпуск игры в Японии состоялся 31 декабря 1996 года. За рубежом игра издана не была, так как Satellaview, дополнение к SNES, продавалась только в Японии.

## Любительский перевод и отзывы
| Иноязычные издания         | Иноязычные издания |
| Издание                    | Оценка             |
| -------------------------- | ------------------ |
| Original Gamer             | 8,6 из 10          |
| GameFAQs                   | 8 из 10            |
| MobyGames (оценка фанатов) | 3,7 из 5           |

В апреле 2003 года группа ROM-хакеров Demiforce выпустила любительский перевод Radical Dreamers на английский язык. Выпущенный патч изменяет ROM-образ игры, который можно запустить через специальный эмулятор игровой приставки для персонального компьютера. В первой версии патча не было возможности сохранять игру, а также присутствовали незначительные ошибки, исправленные последующими заплатками (патчами). На Рождество 2005 года некто Radical R выпустил финальную версию перевода (1.4), в которой были устранены все оставшиеся баги. Он взял за основу предыдущие патчи от Demiforce и самостоятельно внёс в них изменения. Французская команда Terminus Traduction вскоре после этого перевела игру на французский язык и выпустила свой патч.
Обозреватель из Home of the Underdogs отметил превосходный сценарий игры и «замечательный» перевод на английский язык, заметив также, что «интересный сюжет» должен привлечь фанатов, если они смогут «переварить» ограниченный набор действий.

Я легко разобрался в сюжете и окунулся в мир прекрасных, красочных персонажей. Рекомендую эту игру для всех любителей Chrono Trigger!— Обозреватель Home of the Underdogs
К положительным моментам критик также отнёс то, что дополнительные сценарии игры побуждают к повторному её прохождению; случайные битвы в игре, по его мнению, — недостаток, так как «случайные битвы, свойственные РПГ, не слишком хорошо вписываются в игру, сделанную в жанре визуального романа». Сайт наградил игру статусом «Top Dog».
Обозреватель из Original Gamer подчеркнул, что в игре интересный сюжет, а характеры персонажей хорошо проработаны. Возможность проходить игру несколько раз, открывая альтернативные сюжетные линии, он также отнёс к плюсам игры.

В целом, Radical Dreamers — отличная игра для фанатов визуальных приключенческих романов, а также для тех, кто увлекается вселенной Chrono. Я играл в неё, по большей части, из-за сюжета, но также заметил, что мне понравились некоторые моменты вроде «жизнь-или-смерть» в битвах. Я был удивлён, что игра такого жанра реиграбельна, поэтому можно сказать, что Масато Като создал уникальный проект в этом жанре.— Боб "Ugly", обозреватель Original Gamer
Недостатком игры, по его мнению, является сокрытие количества здоровья персонажа и «очков любви», которые определяют отношение Кид к Сержу. Кроме того, он отметил, что из-за жёсткого графика работы Масато Като и его команды некоторые игровые моменты оказались непроработанными. Сайт Original Gamer присвоил игре оценку 8,6 из 10.
Обозреватель из GameFAQs озаглавил своё ревю так: «Ни геймплея, ни графики, но, тем менее, на высоте». Положительным моментом игры, по его мнению, является то, как в игре преподносится информация, отметив, что Radical Dreamers может оказаться поинтереснее многих визуальных романов. Тем не менее, он подчеркнул, что игрокам, не привыкшим к данному жанру, может быть трудно переварить весь объём информации, который представлен в виде текста. Возможность повторного прохождения игры и наличие шести дополнительных концовок также приятно удивила его. Геймплей в игре он охарактеризовал как наиболее разочаровывающий фактор. Систему сражения, по его мнению, можно было бы сделать гораздо лучше, введя систему заклинаний или навыков; однако она опирается лишь на вероятность. Кроме того, игрок может сохраниться практически в любой момент игры, поэтому, если он сделает неправильный выбор в битве, то всегда можно будет загрузиться и выбрать нужное действие. С помощью подобной хитрости можно пройти любой участок игры. В целом, обозреватель GameFAQs посчитал Radical Dreamers достойным последователем Chrono Trigger и поставил игре оценку 8 из 10:

Эта игра — прекрасная любовная история со множеством отсылок к Chrono Trigger и несколькими моментами, интересными для фанатов Chrono Cross, вроде «Ага! Вот откуда это!». Обязательна к прохождению для всех фанатов серии, которые готовы читать (и представлять) сюжет игры, а не играть в неё.— Darkmage, обозреватель GameFAQs

## Сиквелы
Radical Dreamers предшествовала выходу Chrono Cross — консольной ролевой игре, являющейся, в некотором роде, сиквелом Chrono Trigger. Масато Като отметил, что решил создать новую игру серии в первую очередь, чтобы «переделать Radical Dreamers так, как нужно». Chrono Cross заимствовала некоторые темы, элементы сюжета, персонажей, музыку и предметы из Dreamers. В новой игре серии, например, фигурирует проникновение в особняк Вайпера, Замёрзшее пламя, название воровской банды Радикальные Мечтатели, в которую входит Кид; главными героем игры остаётся Серж, а главным злодеем — Линкс. Хотя персонажи путешествуют уже в другом мире, и преследуют другие цели, их основные черты характера были перенесены в Cross практически без изменений. Гил, который, по сообщению Масато Като, оказался Магусом из Chrono Trigger, также должен был фигурировать в новой игре. Однако впоследствии от этой идеи отказались из-за сложностей с сюжетной линией Магуса, которую необходимо было добавить ко множеству историй других персонажей; вместо него появился таинственный маг Гуиле (англ. Guile). После выхода Chrono Cross, разработчики указали, что действие Radical Dreamers происходило в другом воображаемом измерении. В Chrono Cross игрок может найти журнал, в котором упоминается название Radical Dreamers, имена Сержа, Кида и Магила.
После Chrono Cross новая игра серии так и не была выпущена из-за сложности объединения старой команды разработчиков. Тем не менее, были зарегистрированы два товарных знака, принадлежащих Square: Chrono Brake и Chrono Break; первый был зарегистрирован в Японии 5 ноября 2001 года, а второй — в США 5 декабря того же года. Регистрации предшествовало заявление в прессе, сделанное Хиронобу Сакагути. Он заметил, что команда создателей Chrono Cross заинтересована в разработке новой игры серии Chrono, и что сюжет и идея уже обсуждаются. Тем не менее, дальнейших новостей от Square не последовало, а многие люди, работавшие над играми данной серии, — Масато Като и другие — ушли из компании, в первую очередь, в Monolith Soft. Оставшиеся в компании разработчики начали работу над Final Fantasy XI и заявили, что хотели бы сделать продолжение серии Chrono, но Final Fantasy XI отнимет у них ещё много времени. В конце концов, американская торговая марка Chrono Break была отменена 13 ноября 2003 года. Срок регистрации японского товарного знака истёк 26 июля 2012 года.
В феврале 2007 года Хиромити Танака дал несколько интервью и повторил, что новая игра серии так и не была запущена в разработку, но воссоединение команды всё ещё возможно.

…очень сложно собрать старую команду для создания продолжения серии Chrono… Но если мы не будем пытаться вновь собрать этих людей, а пригласим новых, то в итоге получится, что игра окажется совсем другой, потому что её будет делать другая команда, и, вероятно, дух Chrono будет потерян.— Хиромити Танака
В январе 2008 года композитор Ясунори Мицуда, написавший музыку для прошлых игр серии, заметил в одном из интервью, что с созданием новой игры серии и участии в этом проекте Масато Като «связано много политических моментов». На выставке Electronic Entertainment Expo 2009 года вице-президент Синдзи Хасимото заявил, что диски Chrono Trigger продаются не так хорошо, как он рассчитывал. Когда журналист сказал ему, что многие игроки действительно ждут сиквела, он ответил: «Но уровень продаж говорит обратное! […] Если люди хотят продолжения, то они должны покупать больше!». В 2011 году обозреватель сайта GamerNode составил список «Top 10 Games That Should Have Been Finished» (рус. «Топ-10 игр, которые должны быть обязательно выпущены»), присудив первое место Chrono Break. Он с сожалением замечает: «Фанатам сообщали, что, хотя в данный момент новая игра серии не разрабатывается, её выпуск возможен. И вот уже 2011 год, и никаких новостей от Square Enix касательно сиквела».